# Saison 2 du Disney Club
Chronologie
Saison 1 Saison 3
Voici le détail de la seconde saison de l'émission Disney Club diffusée sur TF1 du 2 septembre 1990 au 25 août 1991. Du fait qu'il s'agisse de la seconde saison de l'émission à disposer la case horaire des séries avec acteurs, elle est classée dans la période de l'Âge de début.

## Animateurs et Fiche technique

### Les Animateurs
Les noms en rouge sont ceux du Trio infernal, les trois animateurs d'origine.
- Julie
- Philippe
- Nicolas

## Reportages, rubriques et invités

### Les reportages
| Date                       | Reportage no 1 | Reportage no 2                                                                                         | Invité |
| -------------------------- | --- | --- | --- |
| dimanche 2 septembre 1990, | Visite au studio d'animation, 2e partie | Le modélisme, 2e partie                                                                                | Renée Rossignol, un escapologiste                                                                                     |
| dimanche 9 septembre 1990  | Pool Party, reportage sur les animateurs des autres versions du Disney Club dans neuf pays du Monde                                          | Un reportage à Moscou présenté par Anton                                                               | Sophie LE CORVEC, spécialiste du stretching                                                                           |
| dimanche 16 septembre 1990 | Le rap à Moscou | Le tournage de Dick Tracy                                                                              | |
| dimanche 23 septembre 1990 | | | |
| dimanche 30 septembre 1990 | La grande parade du royaume enchanté | Le Métro de Moscou                                                                                     | Frank Mezy, un sculpteur de ballon                                                                                    |
| dimanche 7 octobre 1990    | Julie, Philippe et Nicolas se retrouve dans un sketch sur les débuts du cinéma parlant, dans les années 1930, sur Main Street à Disney World | Le cirque de Moscou                                                                                    | Un vétérinaire, Patrick Paillansay, et Chantal Launay, une spécialiste des lapins domestiques                         |
| dimanche 14 octobre 1990   | Nicolas fait de la plongée sous-marine à Disney World                                                                                        | Philippe fait découvrir l'art de la verrerie                                                           | |
| dimanche 21 octobre 1990   | La première partie du Mystère du Queen Mary                                                                                                  | | |
| dimanche 28 octobre 1990   | La seconde partie du Mystère du Queen Mary                                                                                                   | Philippe découvre à Milly-la-Forêt le CNPMAI                                                           | Les acrobates du cirque du soleil                                                                                     |
| dimanche 4 novembre 1990   | La troisième partie du Mystère du Queen Mary                                                                                                 | Julie découvre les jardins d'Albert-Kahn                                                               | Corine Bissaut, peintre-maquilleur                                                                                    |
| dimanche 11 novembre 1990  | La quatrième partie du Mystère du Queen Mary                                                                                                 | | |
| dimanche 18 novembre 1990, | L'âne Ernest | Les trucages de "Chérie, j'ai rétréci les gosses"                                                      | |
| dimanche 25 novembre 1990  | [ 13 ] | [ 13 ]                                                                                                 | [ 13 ] |
| dimanche 2 décembre 1990   | Julie, Philippe et Nicolas visitent Fantasyland                                                                                              | Philippe découvre le théâtre de papier au centre centre d'animation Marc Sangnier                      | Paulia et Evelyne présentent Le théâtre de Renard                                                                     |
| dimanche 9 décembre 1990   | Nicolas rencontre Jim MacDonald à Disneyland                                                                                                 | Nicolas s'envole dans un petit avion                                                                   | Danielle Bern, une spécialiste du Bonzaï                                                                              |
| dimanche 16 décembre 1990  | Julie, Philippe et Nicolas jouent dans un parc de Los Angeles avec Sam un chien spécialiste du frisbee                                       | Nicolas passe une journée au cirque                                                                    | Catherine Marie, une spécialiste de la fabrication des éléments de Noël                                               |
| dimanche 23 décembre 1990  | La grande parade de Disneyworld en Floride                                                                                                   | | |
| dimanche 30 décembre 1990  | Julie rencontre la Petite Sirène à Disneyland et découvre un extrait du film homonyme                                                        | Julie vit son rêve en dansant à l'Opéra de Paris                                                       | Éric Vu-An |
| dimanche 6 janvier 1991,   | Philippe et Julie visite The Disney Gallery à Disneyland                                                                                     | Philippe fait découvrir les secrets de l'Observatoire de Paris                                         | Les pompiers de Paris                                                                                                 |
| dimanche 13 janvier 1991,  | Julie, Philippe et Nicolas découvrent Splash Mountain à Disneyworld                                                                          | Julie découvrent les plantes carnivores                                                                | Le docteur Pallansay présentent les chiens de traîneaux                                                               |
| dimanche 20 janvier 1991   | Pas d'émission | Pas d'émission                                                                                         | Pas d'émission |
| dimanche 27 janvier 1991   | Le Tiki Room de Disneyland | Le Space Camp Patrick Baudry                                                                           | Patrick Baudry |
| dimanche 3 février 1991    | Les moyens de locomotion de Disneyland | Nicolas à l'entraînement des Pompiers de Paris                                                         | Les pompiers de Paris et le vétérinaire Patrick Paillansay parle des oiseaux                                          |
| dimanche 10 février 1991   | Julie, Philippe et Nicolas visitent Venice beach                                                                                             | Le spectacle sur glace de Pinocchio à Amnéville                                                        | Les majorettes du twirling club baton                                                                                 |
| dimanche 17 février 1991   | Julie, Philippe et Nicolas dans l'Arbre des Robinsons de Disneyland                                                                          | Les pompiers de Paris en intervention                                                                  | Jean-Pierre Delpech, fabricant de masque de cuir                                                                      |
| dimanche 24 février 1991   | Pas d'émission | Pas d'émission                                                                                         | Pas d'émission |
| dimanche 3 mars 1991,      | Nicolas fait découvrir la Maison hantée | Les coulisses du spectacle sur glace de Pinocchio                                                      | Des cascadeurs simulent une bagarre générale de cow-boys, un combat de chevaliers et expliquent ensuite leurs astuces |
| dimanche 10 mars 1991      | Julie star d'un jour à Hollywood | Julie rencontre les dinosaures au Palais de la découverte                                              | Pascal Baudoin, spécialiste des ombres chinoises                                                                      |
| dimanche 17 mars 1991      | Première partie des aventures de Julie, Philippe et Nicolas à l'île de Tom Sawyer à Disney World avec Tic et Tac                             | Nicolas assiste à course chiens de traîneaux à Val d'Isère                                             | Jamel Balhi, coureur du tour du monde                                                                                 |
| dimanche 24 mars 1991      | Seconde partie des aventures de Julie, Philippe et Nicolas à l'île de Tom Sawyer à Disney World avec Tic et Tac                              | Nicolas fait du ski à Val-d'Isère                                                                      | Kim Silver, champion du monde de Nunchaku                                                                             |
| dimanche 31 mars 1991      | Troisième partie des aventures de Julie, Philippe et Nicolas à l'île de Tom Sawyer à Disney World avec Tic et Tac                            | Nicolas a fait un vol en parapente à Val-d'Isère                                                       | Nicolas le Jardinier                                                                                                  |
| dimanche 7 avril 1991      | Les murs de Los Angeles | Le musée de la Poste                                                                                   | Andrea, Gordon et John les animateurs du Disney Club britannique                                                      |
| dimanche 14 avril 1991     | Les pirates de Disneyland | Nicolas participe à un sauvetage en montage à Val d'Isère                                              | Les vidéo-clows et les protecteur de la foret dans le Midi                                                            |
| dimanche 21 avril 1991     | L'histoire de la réalisation de Cendrillon                                                                                                   | Nicolas découvre les nouveaux sports de glisse à Val d'Isère                                           | Jacques Muller, dessinateur chez Walt Disney et les animateurs du Disney Club hollandais                              |
| dimanche 28 avril 1991     | Nicolas fait du surf à Los Angeeles | Visite de la maquette du parc EuroDisney                                                               | Le docteur Pallansay présente les amphibiens                                                                          |
| dimanche 5 mai 1991        | Julie, Nicolas et Philippe visitent It's a Small World en Californie                                                                         | Julie découvre le conditionnement des rats au palais de la découverte                                  | Lynn barrel, une violoniste tzigane                                                                                   |
| dimanche 12 mai 1991       | Nicolas à Circle-Vision de Disneyland | Le parcous d'une lettre                                                                                | Franck Lenoir, un grand collectionneur de pin's                                                                       |
| dimanche 19 mai 1991       | Julie, Philippe et Nicolas écoutent le jazz de la Nouvelle Orléans à Disneyland                                                              | Julie et Philippe visitent les cuisines d'Eurodisney                                                   | Chris Turas, un yogi                                                                                                  |
| dimanche 26 mai 1991       | Nicolas accompagnent en hélicoptère les policiers de Los Angeles                                                                             | La fabrication des vitraux                                                                             | Sabine et Muriel, membre de l'association Village pour enfants                                                        |
| dimanche 2 juin 1991       | Nicolas aux commandes du Hughes H-4 Hercules, Julie et Philippe comme passagers, près de Disneyland à Los Angeles                            | Philippe raconte l'aventure en montgolfière d'une famille française à Marne-la-Vallée                  | Pierre Barclay fait un tour de magie avec la disparition de pièces d'or                                               |
| dimanche 9 juin 1991       | Philippe visite le Musée de la Brea | Une cérémonie à EuroDisney avec Roy Edward Disney                                                      | |
| dimanche 16 juin 1991      | Le Submarine Voyage à Disney World | Le chantier du Parc Euro Disney                                                                        | Paul Belmondo |
| dimanche 23 juin 1991      | L'Indiana Jones Epic Stunt Spectacular! | Les manèges de la Foire du Trône                                                                       | |
| dimanche 30 juin 1991      | Nicolas recherche Julie et Philippe dans le "50's Prime Time Cafe" et le "Sci-Fi Dine-In Theater Restaurant"                                 | Nicolas dispense à Eva tous les conseils de sécurité routière                                          | Christiane Moreau explique les aménagements des aires de jeux sur la route des vacances                               |
| dimanche 7 juillet 1991    | [ 42 ] | Julie, Philippe et Nicolas assistent au numéro des cascadeurs de l'Hotel Cheyenne d'Eurodisney         | [ 42 ] |
| dimanche 14 juillet 1991   | Les feux d'artifice de Disney World | Julie et Philippe font une balade en péniche sur la Seine                                              | Châpu un dessinateur et croqueur de tête                                                                              |
| dimanche 21 juillet 1991   | La parade des 101 Dalmatiens à Disney World                                                                                                  | Le rafting                                                                                             | Le vétérinaire Patrick Paillansay parle des chiens                                                                    |
| dimanche 28 juillet 1991   | | | |
| dimanche 4 août 1991       | | | Un magicien |
| dimanche 11 août 1991,     | Julie, Philippe et Nicolas au Beach Club Hotel Tic et Tac et le Capitaine Crochet                                                            | Le VTT                                                                                                 | Pascal BAUDOIN artiste des bulles                                                                                     |
| dimanche 18 août 1991      | Julie, Philippe et Nicolas au Zoo de Central Park                                                                                            | Nicolas dans les studios Walt Disney Animation France pour la création de Le Trésor de la lampe perdue | Olivier, un automate                                                                                                  |
| dimanche 25 août 1991      | Julie et Philippe visitent Manhattan en calèche                                                                                              | Présentation du film Le Trésor de la lampe perdue                                                      | Le champion de trampoline Fabrice Schwertz                                                                            |

### Les rubriques
Le dimanche matin était proposé:
| Date              | Rubrique jeux                                           | Rubrique cuisine                     | Rubrique bricolage                                 |
| ----------------- | ------------------------------------------------------- | ------------------------------------ | -------------------------------------------------- |
| 2 septembre 1990  |                                                         | La fabrication de bonbons            | Pas de rubrique bricolage                          |
| 9 septembre 1990  |                                                         | Pas de rubrique cuisine              | Un agenda magique                                  |
| 16 septembre 1990 |                                                         | La tourte américaine aux cacahouètes | Pas de rubrique bricolage                          |
| 23 septembre 1990 |                                                         |                                      |                                                    |
| 30 septembre 1990 | Le jeu de la momie                                      | Les spéculaus (émission du dimanche, | Pas de rubrique bricolage                          |
| 7 octobre 1990    | Le parcours des échasses                                |                                      |                                                    |
| 14 octobre 1990   | Le jeu du dessin les yeux bandés                        | Le muesli                            | Pas de rubrique bricolage                          |
| 21 octobre 1990   | Le jeu du parcours en corde à sauter                    |                                      |                                                    |
| 28 octobre 1990   | Le jeu de l'habillage                                   | Pas de rubrique cuisine              | Personnaliser son papier à lettres                 |
| 4 novembre 1990   | Le jeu du maquillage                                    | Les cookies                          | Pas de rubrique bricolage                          |
| 11 novembre 1990  |                                                         |                                      |                                                    |
| 18 novembre 1990  |                                                         |                                      |                                                    |
| 25 novembre 1990  | Le jeu du transport des tartes à la crème à cloche-pied |                                      |                                                    |
| 2 décembre 1990   | Le jeu du lancer des anneaux                            | Pas de rubrique cuisine              | La fabrication d'un livre à secrets                |
| 9 décembre 1990   |                                                         | Les truffes au chocolat              | Pas de rubrique bricolage                          |
| 16 décembre 1990  | Le jeu des chants de Noël                               |                                      |                                                    |
| 23 décembre 1990  |                                                         |                                      |                                                    |
| 30 décembre 1990  | Le jeu du totem                                         | Pas de rubrique cuisine              | La fabrication d'un jeu de pétanque                |
| 6 janvier 1991    | Le jeu de la course d’œuf à la coque                    | La galette des rois                  | Pas de rubrique bricolage                          |
| 13 janvier 1991   | Le jeu du bonhomme de neige                             | Le sandwich rigolo                   | Pas de rubrique bricolage                          |
| 20 janvier 1991   |                                                         |                                      |                                                    |
| 27 janvier 1991   | Le jeu du jus de fruit                                  |                                      |                                                    |
| 3 février 1991    | Le jeu de massacre                                      |                                      |                                                    |
| 10 février 1991   | Le jeu du parcours de kangourous                        | Pas de rubrique cuisine              | La fabrication de fleurs en papiers aluminium      |
| 17 février 1991   | Le parcours aux raquettes                               | La pâte à crêpes                     | Pas de rubrique bricolage                          |
| 24 février 1991   |                                                         |                                      |                                                    |
| 3 mars 1991       | Le jeu des cactus et des cerceaux                       |                                      |                                                    |
| 10 mars 1991      | Le jeu du parcours de brouettes                         | Les rouleaux de printemps            | Pas de rubrique bricolage                          |
| 17 mars 1991      | Le jeu du jogging habillé                               | Pas de rubrique cuisine              | La réalisation d'un sac à dos complet de randonnée |
| 24 mars 1991      | Le jeu du portrait                                      | Pas de rubrique cuisine              | La fabrication d'un pochoir                        |
| 31 mars 1991      | La pêche aux œufs                                       | Pas de rubrique cuisine              | La fabrication des Œufs de Pâques                  |
| 7 avril 1991      | Le jeu du parcours à la balle                           | La tarte au chocolat                 | Pas de rubrique bricolage                          |
| 14 avril 1991     | Le concours de flamenco                                 |                                      |                                                    |
| 21 avril 1991     |                                                         | Pas de rubrique cuisine              | Une ville mystère en boite d’allumettes            |
| 28 avril 1991     | Le jeu du mur                                           |                                      |                                                    |
| 5 mai 1991        | La course en sac                                        | La fabrication du pain perdu         | Pas de rubrique bricolage                          |
| 12 mai 1991       | Le jeu de kim                                           | Pas de rubrique cuisine              | Un badge farceur                                   |
| 19 mai 1991       | Le mime des métiers                                     | La charlotte aux marrons             | Pas de rubrique bricolage                          |
| 26 mai 1991       | Le jeu du cerceau                                       | Le gâteau au chocolat et aux amandes | Pas de rubrique bricolage                          |
| 2 juin 1991       | Le jeu du puzzle magique                                |                                      |                                                    |
| 9 juin 1991       |                                                         |                                      |                                                    |
| 16 juin 1991      | Les 24 du Mans en mini-voiture                          | Pas de rubrique cuisine              | Un circuit automobile                              |
| 23 juin 1991      |                                                         |                                      |                                                    |
| 30 juin 1991      |                                                         |                                      |                                                    |
| 7 juillet 1991    | Le jeu des 46 pots de yaourt                            | Une meringue                         | Pas de rubrique bricolage                          |
| 14 juillet 1991   | Le jeu du filet à papillons                             |                                      |                                                    |
| 21 juillet 1991   |                                                         |                                      |                                                    |
| 28 juillet 1991   |                                                         |                                      |                                                    |
| 4 août 1991       |                                                         |                                      |                                                    |
| 11 août 1991      |                                                         |                                      |                                                    |
| 18 août 1991      | Le jeu de quille                                        | La crème aux fraises                 | Pas de rubrique bricolage                          |
| 25 août 1991      | Le jeu de la serviette musicale                         | Pas de rubrique cuisine              | La fabrication d'un jeu de solitaire               |

Des séquences de magie furent également proposées: 
- Christophe Rossignol (émission du 23 septembre 1990)
- Christophe Rossignol présente le tour de la pièce de 5F et du billet de 20F (émission du 7 octobre 1990)[6]
- Pierre Barclay explique le tour des trois boites d'allumettes et d'une pièce (émission du 2 juin 1991)[39]

### Concours
Le concours consistait à découvrir un objet, un lieu ou une personne à partir de trois indices donnés lors de l'émission du dimanche. En fin de chaque émission la réponse pour le concours de la semaine est rappelé après un rappel de trois indices du concours de la semaine en cours. Avoir gagné quatre concours pouvait d'être tiré au sort afin de gagner un séjour à Disney World ainsi qu'un abonnement d'un an au Journal de Mickey. Voici une liste non exhaustive des concours.
| Date                       | Indice no 1                                                           | Indice no 2                                                                   | Indice no 3                                               | Réponse                                                         | Super concours  |
| -------------------------- | --------------------------------------------------------------------- | ----------------------------------------------------------------------------- | --------------------------------------------------------- | --------------------------------------------------------------- | --------------- |
| dimanche 2 septembre 1990  | Une gouttière                                                         | Une trompette                                                                 | Un chat                                                   | Les aristochats                                                 | 8               |
| dimanche 9 septembre 1990  | Un tableau noir                                                       | Nicolas avec une barbe fleurie                                                | La couronne de Charlemagne                                | Charlemagne                                                     | 8               |
| dimanche 16 septembre 1990 |                                                                       |                                                                               |                                                           |                                                                 | 8               |
| dimanche 23 septembre 1990 | Un sac de grain de café                                               | Un Pain de Sucre                                                              | Julie interprétant la Bossa nova                          | Le Brésil                                                       | 9               |
| dimanche 30 septembre 1990 | Le Lion de Belfort                                                    | La couronne de la statue de la Liberté                                        | Le flambeau de la Liberté                                 | La statue de la Liberté                                         | 9               |
| dimanche 7 octobre 1990    | Une canne                                                             | Un chapeau melon                                                              | Philippe faisant danser deux petits pains sur un guéridon | Charlie Chaplin                                                 | 9               |
| dimanche 14 octobre 1990   | La silhouette de la Corse                                             | Philippe en Grenadier                                                         | Un bicorne                                                | Napoléon Ier                                                    | 9               |
| dimanche 21 octobre 1990   | Un Cerf-volant                                                        | Un bol de riz et des baguettes                                                | Un Dragon                                                 | La Chine                                                        | Pas de concours |
| dimanche 28 octobre 1990   | Nicolas en tenue traditionnelle Suisse                                | Nicolas avec une arbalète                                                     | L'ouverture de Guillaume Tell                             | Guillaume Tell                                                  | Pas de concours |
| dimanche 4 novembre 1990   | Nicolas avec un gant blanc                                            | Nicolas pratiquant le Moonwalk                                                | Un Disque de certification                                | Michael Jackson                                                 | Pas de concours |
| dimanche 11 novembre 1990  | Une partition                                                         | Une petite fille jouant de la flûte                                           | Un petit garçon déguisé en Mozart                         | Wolfgang Amadeus Mozart                                         | Pas de concours |
| dimanche 18 novembre 1990  | Julie en bergère                                                      | La bergère entendant des voix                                                 | Jeanne d'arc en guerrière                                 | Jeanne d'arc                                                    | Pas de concours |
| dimanche 25 novembre 1990  | Un soleil rouge                                                       | Un bonzaï                                                                     | Julie en kimono                                           | Le Japon                                                        | Pas de concours |
| dimanche 2 décembre 1990   | Un drapeau danois                                                     | Un crabe                                                                      | Julie en sirène                                           | La petite sirène                                                | Pas de concours |
| dimanche 9 décembre 1990   | Un avion monomoteur                                                   | L'avion se pose sur des dunes de sables                                       | Un dessin de mouton                                       | Antoine de Saint-Exupéry                                        | Pas de concours |
| dimanche 16 décembre 1990  | Un cactus                                                             | Un masque                                                                     | Philippe avec un sombrero                                 | Le Mexique                                                      | Pas de concours |
| dimanche 23 décembre 1990  | Une carte de l'Inde                                                   | Baloo                                                                         | Mowgli                                                    | Le livre de la jungle                                           | Pas de concours |
| dimanche 30 décembre 1990  | Un crochet                                                            | Un crocodile                                                                  | Le chapeau de peter pan et une flûte de pan               | Peter Pan                                                       | Pas de concours |
| dimanche 6 janvier 1991    | La tour de pise                                                       | Une lunette astronomique                                                      | Un planisphère                                            | Galilée                                                         | Pas de concours |
| dimanche 13 janvier 1991   | Une boite de chocolat                                                 | Une montre                                                                    | Un Cor des Alpes                                          | La Suisse                                                       | Pas de concours |
| dimanche 20 janvier 1991   | Pas d'émission                                                        | Pas d'émission                                                                | Pas d'émission                                            |                                                                 |                 |
| dimanche 27 janvier 1991   | Nicolas en pilote automobile et Philippe en bédouin                   | Une maquette avec des voitures et des motos de rallye                         | Une carte du Paris Dakar                                  | Paris-Dakar                                                     | 10              |
| dimanche 3 février 1991    | Un chapeau                                                            | Un parapluie                                                                  | Une boite d'allumette                                     | Jiminy Cricket                                                  | 10              |
| dimanche 10 février 1991   | Philippe en metteur en scène des années 30 avec sa caméra à manivelle | 2 chapeaux melons                                                             | Nicolas mimant Hardy                                      | Laurel et Hardy                                                 | 10              |
| dimanche 17 février 1991   | Un plan de Paris                                                      | Une gargouille                                                                | Philippe en Quasimodo                                     | Notre-Dame de Paris                                             | 10              |
| dimanche 24 février 1991   | Pas d'émission                                                        | Pas d'émission                                                                | Pas d'émission                                            | Pas d'émission                                                  | Pas d'émission  |
| dimanche 3 mars 1991       | Le premier drapeau des États-Unis                                     | Nicolas avec un cheval                                                        | Un chapeau de trappeur                                    | Davy Crockett                                                   | 11              |
| dimanche 10 mars 1991      | Un pousse-pousse tiré par Philippe                                    | Une carte de Chine                                                            | Philippe et Nicolas construisant un mur                   | La Grande Muraille                                              | 11              |
| dimanche 17 mars 1991      | Une Cabine téléphonique rouge                                         | Un bobbie                                                                     | Big Ben                                                   | Londres                                                         | 11              |
| dimanche 24 mars 1991      | Des tournesols                                                        | Une palette et un chevalet de peintre                                         | Un chapeau de paille                                      | Vincent van Gogh                                                | 11              |
| dimanche 31 mars 1991      | La date du mercredi 7 avril 1722                                      | Une carte de l'Île de Pâques                                                  | Une statue d'un géants de Pâques                          | L'Île de Pâques                                                 | 12              |
| dimanche 7 avril 1991      | Un carrosse en forme de citrouille                                    | Julie en haillons nettoyant les sols                                          | Une chaussure de verre                                    | Cendrillon                                                      | 12              |
| dimanche 14 avril 1991     | Julie avec un éventail                                                | Des castagnettes                                                              | Philippe en toréador                                      | L'Espagne                                                       | 12              |
| dimanche 21 avril 1991     | Nicolas avec un grand chapeau                                         | Nicolas avec un grand nez                                                     | Un extrait de la célèbre tirade du nez                    | Cyrano de Bergerac                                              | 12              |
| dimanche 28 avril 1991     | Nicolas jouant à la pétanque                                          | Philippe en tenue de joueur de l'OM                                           | Julie en poissonnière                                     | Marseille                                                       | 13              |
| dimanche 5 mai 1991        | Une empreinte de pas                                                  | Une maquette de Saturn V                                                      | La chanson Au clair de la lune                            | La Lune                                                         | 13              |
| dimanche 12 mai 1991       | Julie, Philippe et Nicolas exécutant un pas de danse                  | Le Parthénon                                                                  | Des chaussures à pompons                                  | La Grèce                                                        | 13              |
| dimanche 19 mai 1991       | Une balance à fléau                                                   | Un sceptre                                                                    | Le nombre IX                                              | Saint Louis                                                     | 13              |
| dimanche 26 mai 1991       | Le Brigadier, le grand bâton marquant les trois coups au théâtre      | Un Perruque de l'époque Louis XIV                                             | Julie et Nicolas jouant Le Malade imaginaire              | Molière                                                         | 14              |
| dimanche 2 juin 1991       | Le Drapeau européen                                                   | Philippe mangeant un plat de Moules-frites avec La Brabançonne en fond sonore | Une statue de Manneken-Pis                                | La capitale d'un pays où l'on regarde le Disney Club, Bruxelles | 14              |
| dimanche 9 juin 1991       | Julie avec une coiffe bretonne                                        | Philippe et Nicolas mangeant des crêpes                                       | Philippe en marin-pêcheur                                 | La Bretagne                                                     | 14              |
| dimanche 16 juin 1991      | Un collier de fleurs                                                  | Philippe et NicolasUn coquillage                                              | Julie en Tahitienne                                       | Tahiti                                                          | 14              |
| dimanche 23 juin 1991      | Nicolas faisant la mimique de Louis de Funès                          | Philippe en Rabbi Jacob                                                       | Nicolas en gendarme de Saint-Tropez                       | Louis de Funès                                                  | 15              |
| dimanche 30 juin 1991      | Julie en sari                                                         | Un éléphant                                                                   | Taj Mahal                                                 | L'Inde                                                          | 15              |
| dimanche 7 juillet 1991    | Philippe tenant la Croix de Lorraine                                  | Des Macarons et des Bergamotes                                                | Des chardons                                              | La ville de Nancy                                               | 15              |
| dimanche 14 juillet 1991   | La Bastille                                                           | La Déclaration des Droits de l'Homme                                          | Philippe prononçant la date du 16 Germinal de l'an II     | Georges Jacques Danton                                          | 15              |
| dimanche 21 juillet 1991   | Philippe en Esquimaux                                                 | Un phoque                                                                     | Un Igloo                                                  | Le Pôle Nord                                                    | 16              |
| dimanche 28 juillet 1991   | Un Dolmen                                                             | Un bouclier                                                                   | Philippe en chef gaulois                                  | Vercingétorix                                                   | 16              |
| dimanche 4 août 1991       | Des pièces d'or                                                       | Philippe avec des lorgnons                                                    | Le coffre-fort                                            | Picsou                                                          | 16              |
| dimanche 11 août 1991      | Une carte de l’Égypte                                                 | Une pyramide                                                                  | Des hiéroglyphes                                          | Champollion                                                     | 16              |
| dimanche 18 août 1991      | Un ballon de rugby                                                    | Julie avec une Cornemuse                                                      | Nicolas en Kilt                                           | Écosse                                                          | 17              |
| dimanche 25 août 1991      | Une écritoire avec du papier et une plume                             | Une maquette de Notre Dame                                                    | Julie déguisée en Cosette                                 | Victor Hugo                                                     | 17              |

### Artistes du moment de variété
Les artistes se produisaient en fin d'émission lors du défilement du générique. Voici une liste non exhaustive des artistes s'étant produit dans l'émission lors de la saison 1990-1991:
- Graffic : Princesse ma folie[2] (émission du dimanche 2 septembre 1990)
- Double G : Feel the groove[3] (émission du dimanche 9 septembre 1990)
- Billy[4] (émission du dimanche 16 septembre 1990)
- Chico et Roberta : Frente a frente (émission du dimanche 30 septembre 1990)
- Shakara : Basusu[6] (émission du dimanche 7 octobre 1990)
- Lorca : Ritmo de la Noche[7] (émission du dimanche 14 octobre 1990)
- Mélody : Le Prince du roller[8] (émission du dimanche 21 octobre 1990)
- Le groupe Kaoma : Grillé[9] (émission du dimanche 28 octobre 1990)
- Dana Dawson : Romantic World[10] (émission du dimanche 4 novembre 1990)
- Laure Milena : C'est beau, l'amour (émission du dimanche 11 novembre 1990)
- Kylie Minogue : Step Back in Time (émission du dimanche 18 novembre 1990)
- El Chato : Que bonita eres[13] (émission du dimanche 25 novembre 1990)
- Anne : Partir là bas[51] (émission du dimanche 2 décembre 1990)
- Pauline Ester : Le monde est fou[15] (émission du dimanche 9 décembre 1990)
- Anne : La Petite Sirène[16] (émission du dimanche 16 décembre 1990)
- Voices of Liberty : Holiday Medley (émission du dimanche 23 décembre 1990)
- Les Vagabonds : Père Noël rocker, bonne année (émission du dimanche 30 décembre 1990)
- Marc Métral :Crazy Loopy[20] (émission du dimanche 6 janvier 1991)
- K-Mel : Brother rap[22] (émission du dimanche 13 janvier 1991)
- Chico et Roberta : Esperança do natal (émission du dimanche 27 janvier 1991)
- Blues Trottoir : 24 jours explosifs[23] (émission du dimanche 3 février 1991)
- Alison : La cigale et la fourmi[24] (émission du dimanche 10 février 1991)
- Thierry Hazard : Poupée psychédélique[25] (émission du dimanche 17 février 1991)
- Soulsister : Through Before We Started[26] (émission du dimanche 3 mars 1991)
- Londonbeat : I've Been Thinking About You[27] (émission du dimanche 10 mars 1991)
- Joëlle Ursull : Amazone[28] (émission du 17 mars 1991)
- Mory Kanté : Bankiero[28] (émission du dimanche 24 mars 1991)
- Les Forbans : Sale caractère[30] (émission du dimanche 31 mars 1991)
- Julie Masse : C'est zéro[31] (émission du dimanche 7 avril 1991)
- Elsa : Pleure doucement[32] (émission du 14 avril 1991)
- Tuxedo : Nobody is perfect[33] (émission du 21 avril 1991)
- Anne : Les p'tits loups[51],[34] (émission du dimanche 28 avril 1991)
- Hugues Aufray : La terre est si belle[35] (émission du 5 mai 1991)
- Mark Boyce : Questa sera[36] (émission du 12 mai 1991)
- Les Cartouche : Feel The Groove[37] (émission du dimanche 19 mai 1991)
- Anne : Bonne fête maman[38] (émission du dimanche 26 mai 1991)
- Kim Appleby : Don't worry[39] (émission du dimanche 2 juin 1991)
- The Party : That's Why (émission du dimanche 9 juin 1991)
- Comateens : A place for me[40] (émission du dimanche 16 juin 1991)
- Touré Kunda : N'doungou (émission du dimanche 30 juin 1991)
- Marc Métral : Chasse au fantômes [42] (émission du dimanche 7 juillet 1991)
- Lorca : Los niños del sol [43] (émission du dimanche 14 juillet 1991)
- Chico et Roberta : Festa no mar (émission du dimanche 21 juillet 1991)
- Yannick Noah : Saga Africa (émission du dimanche 28 juillet 1991)
- Denis Azor : Ala li la (émission du dimanche 4 août 1991)
- Infobeat : We've got the funk[48] (émission du dimanche 18 août 1991)
- Au p'tit bonheur :J'veux du soleil (émission du dimanche 25 août 1991)[49]

## Dessins Animés diffusés
Le dimanche matin
- Les Gummies
- La Bande à Picsou
- Tic et Tac, les rangers du risque

### Liste des épisodes de série d'animation
Le tableau ci-dessous donne la liste non exhaustive des dessins-animés diffusés au cours de cette saison dans l'émission.
| Date                       | Les Gummies                                 | La Bande à Picsou                         | Tic et Tac, les rangers du risque       |
| -------------------------- | ------------------------------------------- | ----------------------------------------- | --------------------------------------- |
| dimanche 2 septembre 1990, | Un piège pour les trolls                    | Un animal de compagnie                    | Les rois de l'arène                     |
| dimanche 9 septembre 1990  | Qui dort perd                               | Le Monde perdu                            | Elas Tic et Tac                         |
| dimanche 16 septembre 1990 | Un chevalier très étonnant                  | L'argent, ça va, ça vient                 | Aventures en Taxidermie                 |
| dimanche 23 septembre 1990 | Ne les donnez pas aux ogres                 | La Couronne perdue de Gengis Khan         |                                         |
| dimanche 30 septembre 1990 | Les oursons perdus                          | La Perle de la sagesse                    | Le Grand Vert                           |
| dimanche 7 octobre 1990    | Devine quel Gummi vient dîner               | Le Maître du génie                        | Une grande paire d'amis                 |
| dimanche 14 octobre 1990   | Un secret mal gardé                         | Le Miroir magique de Miss Tick / Hors-jeu | Si jaune et déjaponais                  |
| dimanche 21 octobre 1990   | Révolution à Drekmore                       | Sirène d'un jour                          | Docteur Nimnul et Mister Ruzor          |
| dimanche 28 octobre 1990   | Changement de rôle                          | Un héros à louer                          | Bébé Bobard                             |
| dimanche 4 novembre 1990   | La sorcière était trop belle                | Armstrong                                 | Qui a peur du méchant fromage           |
| dimanche 11 novembre 1990  | Qui sera ensorcelé                          | Le Chevalier Géo de Trouvetou             |                                         |
| dimanche 18 novembre 1990  | Le pont de la rivière Gummi                 | L'aventure se mérite                      | Chantons sous la banquise               |
| dimanche 25 novembre 1990  | Igthorn et le monstre marin                 | Le Triangle des Bermudes                  | Les Petits Écureuils de Paris           |
| dimanche 2 décembre 1990,  | Gruffi et son double                        | Une course étonnante                      | Quand on pêche sa bonne étoile          |
| dimanche 9 décembre 1990   | Un faiseur de neige                         | La Malédiction du manoir de Picsou        | Katie Camembert                         |
| dimanche 16 décembre 1990  | Un fantôme dans les biscuits                | Bien mal acquis ne profite jamais         | Tel est pris qui croyait prune          |
| dimanche 23 décembre 1990  |                                             |                                           |                                         |
| dimanche 30 décembre 1990  | Un si gentil oiseau                         | L'Hôtel Strangeduck                       | Singe d'une nuit d'été                  |
| dimanche 6 janvier 1991    | Grami fait la sourde oreille                | Un conte de la Saint-Valentin             | Trois hommes et un poussin              |
| dimanche 13 janvier 1991   | Carnaval à Dunwyn                           | L'Attaque                                 | Les Tapis voleurs                       |
| dimanche 20 janvier 1991   | Pas d'émission                              | Pas d'émission                            | Pas d'émission                          |
| dimanche 27 janvier 1991   | Cubbi et le chevalier fantôme               | Un nouveau Robotique                      | À la poursuite de la souris maltaise    |
| dimanche 3 février 1991    | Grammi aime s'amuser                        | La Ruée vers l'or                         | Sur les traces de Cherdoc Jones         |
| dimanche 10 février 1991   | Le plus bel endroit du monde                | Tremblement de terre                      |                                         |
| dimanche 17 février 1991   | Le portrait du roi                          | La Fontaine de jouvence                   | Rock à la ruche                         |
| dimanche 24 février 1991   | Pas d'émission                              | Pas d'émission                            | Pas d'émission                          |
| dimanche 3 mars 1991       | La course d'obstacles                       | Micro canard de l'espace                  | Qui veut la peau de l'ours du camping ? |
| dimanche 10 mars 1991      | Le vengeur écarlate                         | La Poule aux œufs d'or - 1re partie       | Startac                                 |
| dimanche 17 mars 1991      | Baby-boom chez les ogres                    | La Poule aux œufs d'or - 2e partie        | Rencontre du deuxième Tac               |
| dimanche 24 mars 1991      | Le chevalier blanc                          | Un animal de compagnie                    | Les Naufragés du socisso'plane          |
| dimanche 31 mars 1991      | Le grand tournoi                            | L'argent ça va, ça vient                  | La Chevauchée des chauves-souris        |
| dimanche 7 avril 1991      | Gruffi passe à l'attaque                    | Le Monde perdu                            | Traladdin et la cafetière magique       |
| dimanche 14 avril 1991     | Le tourniquet de Tuxford - 1re partie       | La Couronne perdue de Gengis Khan         | Les Tontons disqueurs                   |
| dimanche 21 avril 1991     | Le tourniquet de Tuxford - 2e partie        | La perle de la sagesse                    | SOS fantôme à Tac                       |
| dimanche 28 avril 1991,    | L'araignée monstrueuse - 1re partie         | Le maître du génie                        | Mystères et cacahouètes                 |
| dimanche 5 mai 1991        | L'araignée monstrueuse - 2e partie          | Le Miroir magique de Miss Tick / Hors-jeu | Syracroco de Bergerac                   |
| dimanche 12 mai 1991       | L'armure magique - 1re partie               | Sirène d'un jour                          | Mixeur impossible                       |
| dimanche 19 mai 1991       | L'armure magique - 2e partie                | Un héros à louer                          | Métamorphoses en série                  |
| dimanche 26 mai 1991       | Grammi serre les boulons - 1re partie       | Amstrong                                  | La Grande Tactique du train d'or        |
| dimanche 2 juin 1991       | Grammi serre les boulons - 2e partie        | Le Chevalier Géo de Trouvetou             | Le Coocoo-cola culte                    |
| dimanche 9 juin 1991       | Zummi in Slumberland                        |                                           |                                         |
| dimanche 16 juin 1991      | Nouvelle cuisine                            | Le Triangle des Bermudes                  | Un zoo fou, fou, fou                    |
| dimanche 23 juin 1991      |                                             |                                           |                                         |
| dimanche 30 juin 1991      |                                             |                                           |                                         |
| dimanche 7 juillet 1991    | La reine des carpies - 1re partie           | Bien mal acquis ne profite jamais         | Coup de foudre au labo                  |
| dimanche 14 juillet 1991   | La reine des carpies - 2e partie            | Pas d'épisode                             | La guerre des anchois n'aura pas lieu   |
| dimanche 21 juillet 1991   | L'art de rajeunir - 1re partie              | L'Hôtel Strangeduck                       | Irma la boule                           |
| dimanche 28 juillet 1991   | L'art de rajeunir - 2e partie               |                                           |                                         |
| dimanche 4 aout 1991       | La course d'obstacles / Le vengeur écarlate | N'abandonnez pas le navire                | Bat Tac                                 |
| dimanche 11 aout 1991,     | Le vengeur écarlate frappe encore           | Fausse route vers fausse route            | Et pour quelques pièces d'or en plus    |
| dimanche 18 aout 1991,     | Frère Tummi                                 | Les Trois Canards du condor               | Le Dernier des farfadets                |
| dimanche 25 aout 1991,     | Le montreur de Tummi                        | Le canard d'Aquatraz                      | Agent secret 00 Tac                     |

### Courts-métrages classiques diffusés
- Donald groom d'hôtel (émission du dimanche 2 septembre 1990)[1],[2]
- Attention fragile (émission du dimanche 9 septembre 1990)[3]
- Chien de berger (émission du dimanche 16 septembre 1990)[4]
- Constructeurs de bateau (émission du dimanche 30 septembre 1990)[5]
- Le Voyage de Mickey (émission du dimanche 7 octobre 1990)[6]
- Bonne nuit Donald (émission du dimanche 14 octobre 1990)[7]
- Pépé le grillon (émission du dimanche 21 octobre 1990)[8]
- Pluto et le Bourdon (émission du dimanche 28 octobre 1990)[9]
- Donald et son double (émission du dimanche 4 novembre 1990)[10]
- Joujoux brisés (émission du dimanche 2 décembre 1990)[14]
- En route pour l'Ouest (émission du dimanche 9 décembre 1990)[15]
- Donald alpiniste (émission du dimanche 16 décembre 1990)[16]
- Mickey et les Orphelins (émission du dimanche 23 décembre 1990)[17]
- Donald et la Sentinelle (émission du dimanche 30 décembre 1990)[18]
- Colleurs d'affiches (émission du dimanche 6 janvier 1991)[20]
- Pluto bandit (émission du dimanche 13 janvier 1991)[22]
- La Mine d'or de Donald (émission du dimanche 27 janvier 1991)
- Casanova canin (émission du dimanche 3 février 1991)[23]
- Donald chef cuistot (émission du dimanche 10 février 1991)[24]
- L'art du self-défense (émission du dimanche 17 février 1991)[25]
- Pluto est de garde (émission du dimanche 3 mars 1991)[26]
- Le petit oiseau va sortir (émission du dimanche 10 mars 1991)[27]
- Pluto au pays des tulipes (émission du dimanche 17 mars 1991)[28]
- La Castagne (émission du dimanche 24 mars 1991)[29]
- Donald à la kermesse (émission du dimanche 31 mars 1991)[30]
- Dingo fait de la gymnastique (émission du dimanche 7 avril 1991)[31]
- Dingo et Wilbur (émission du dimanche 14 avril 1991)[32]
- Donald pêcheur (émission du dimanche 21 avril 1991)[33]
- Donald et l'écologie (émission du dimanche 28 avril 1991)[34]
- Pluto et les coyottes (émission du dimanche 5 mai 1991)[35]
- Pluto postier (émission du 12 mai 1991)[36]
- Ça chauffe chez Pluto (émission du 19 mai 1992)[37]
- L'Œuf du condor géant (émission du 26 mai 1992)[38]
- Patrouille canine (émission du 2 juin 1991)[39]
- Drôle de poussin (émission du dimanche 16 juin 1991)[40]
- Donald est de sortie (émission du 7 juillet 1991)[42]
- Chevalier d'un jour (émission du dimanche 14 juillet 1991)[43]
- Un dessin animé avec Pluto (émission du dimanche 4 août 1991)[45]
- Donald et le Fakir (émission du dimanche 11 août 1991)[46]
- Ils sont partis (émission du dimanche 18 août 1991)[48]
- El Gaucho Goofy (émission du dimanche 25 août 1991)[49]

## Séries avec acteurs
- Diligence Express[1],[2], épisode Le médaillon (émission du dimanche 2 septembre 1990)
- Bonjour, miss Bliss, épisode Un amour d'été[3], épisode L'affrontement (émission du dimanche 9 septembre 1990)
- Bonjour, miss Bliss, un épisode[4] (émission du dimanche 16 septembre 1990)
- Bonjour, miss Bliss, un épisode (émission du 23 septembre 1990)
- Bonjour, miss Bliss, épisode Opération grenouille[5] (émission du dimanche 30 septembre 1990)
- Bonjour, miss Bliss, épisode Parents d'élève (émission du dimanche 7 octobre 1990)[6],[57]
- Bonjour, miss Bliss, épisode Les points sur les I[7] (émission du dimanche 14 octobre 1990)
- Bonjour, miss Bliss, un épisode (émission du dimanche 21 octobre 1990)
- Bonjour, miss Bliss, épisode Entrez dans la danse[9] (émission du dimanche 28 octobre 1990)
- Bonjour, miss Bliss, épisode Farces et attrapes[10] (émission du dimanche 4 novembre 1990)
- Bonjour, miss Bliss, épisode Leaping to Conclusions (émission du dimanche 11 novembre 1990)
- Bonjour, miss Bliss, épisode Stevie[58] (émission du dimanche 18 novembre 1990)
- Bonjour, miss Bliss, épisode Bienvenu au club[13] (émission du dimanche 25 novembre 1990)
- Bonjour, miss Bliss, épisode Le mentor[14] (émission du dimanche 2 décembre 1990)
- Détective Small et monsieur Frye, épisode Détective Small et monsieur Frye[59],[15] (émission du dimanche 9 décembre 1990)
- Détective Small et monsieur Frye, épisode Le vol du violon[16] (émission du dimanche 16 décembre 1990)
- Détective Small et monsieur Frye, épisode Détectives en danger (émission du dimanche 23 décembre 1990)
- Détective Small et monsieur Frye, épisode Le retour de Rita[18] (émission du dimanche 30 décembre 1990)
- Détective Small et monsieur Frye, épisode Un tigre à l'agence[20] (émission du dimanche 6 janvier 1991)
- Détective Small et monsieur Frye, épisode Attention au Mickey[22] (émission du dimanche 13 janvier 1991)
- Pas d'émission le dimanche 20 janvier 1991
- Une vraie petite famille, épisode Sale journée à Red Rock (émission du dimanche 27 janvier 1991)
- Une vraie petite famille, épisode La citoyenne Liza[23] (émission du dimanche 3 février 1991)
- Une vraie petite famille, épisode Un clown en colère[24] (émission du dimanche 10 février 1991)
- Une vraie petite famille, épisode La ligue des dames de Red Rock[25] (émission du dimanche 17 février 1991)
- Pas d'émission le dimanche 24 février 1991
- Une vraie petite famille, épisode OVNI soit qui mal y pense[26],[60] (émission du dimanche 3 mars 1991)
- Super flic, épisode Super flic[27] (émission du dimanche 10 mars 1991)
- Super flic, épisode L'affaire gotlib[28] (émission du dimanche 17 mars 1991)
- Super flic, épisode L'étrangleur[29] (émission du dimanche 24 mars 1991)
- Super flic, épisode Une étrange médium[30] (émission du dimanche 31 mars 1991)
- Super flic, épisode Double jeu[31] (émission du dimanche 7 avril 1991)
- Super flic, épisode Une bien belle blonde[32] (émission du dimanche 14 avril 1991)
- Super flic, épisode Brise-cœur[33] (émission du dimanche 21 avril 1991)
- Super flic, épisode De fins psychologues (émission du dimanche 28 avril 1991)[61],[34]
- Super flic, épisode Le passe-muraille[35] (émission du dimanche 5 mai 1991)
- Super flic, épisode Gare à la grève![36] (émission du dimanche 12 mai 1991)
- Super flic, épisode Le voleur d'avocat[37] (émission du dimanche 19 mai 1991)
- Super flic, épisode L'intouchable[38] (émission du dimanche 26 mai 1991)
- Petite fleur, épisode Qui c'est qui commande?[39] (émission du dimanche 2 juin 1991)
- Petite fleur[54], premier épisode: une jeune fille adorable qui essaye de mener une vie tranquille alors qu'elle doit supporter les problèmes de son frère, les histoires de son père et les jalousies de ses amies. (émission du dimanche 9 juin 1991)
- Petite fleur, épisode Cherche amitié durable[40] (émission du dimanche 16 juin 1991)
- Petite fleur, épisode Sex, Lies and Teenagers (émission du dimanche 23 juin 1991)
- Petite fleur, épisode I Ain't Got No Buddy (émission du dimanche 30 juin 1991)
- Petite fleur, épisode Petite fleur perd les pétales[42] (émission du dimanche 7 juillet 1991)
- Pas d'épisode diffusé[43] (émission du dimanche 14 juillet 1991)
- Petite fleur, épisode Tough Love (émission du dimanche 21 juillet 1991)
- Petite fleur, épisode Such a Night (émission du dimanche 28 juillet 1991)
- Petite fleur, épisode School Daze (émission du dimanche 4 aout 1991)
- Petite fleur, épisode Les économies de Papa[46] (émission du dimanche 11 aout 1991)[47]
- Petite fleur, épisode L'amour c'est pas toujours ça[55],[48] (émission du dimanche 18 août 1991)
- Petite fleur, épisode Les Années scolaires[49] (émission du dimanche 25 août 1991)

## Promotion de l'émission

### Histoires dérivées des séries diffusées

#### Dans le Journal de Mickey
Publications pour La Bande à Picsou:
- L'appel de la sorcière (histoire F JM 90235 publiée le 31 aout 1990)[1]
- Faites-le avec des fleurs (histoire F JM 90245 publiée le 26 octobre 1990)[62]
- Que les meilleurs gagnent ! (histoire KZ 1390 publiée le 19 juillet 1991)[63]
- Robocoq (histoire KZ 0890 publiée le 19 juillet 1991)[63]
- Nuits chagrines (histoire KZ 2590 publiée le 19 juillet 1991)[63]
- Trafic en Arizona (histoire KA 0190 publiée le 26 juillet 1991)[64]
- La chance aux chanceux (histoire KZ 5690 publiée le 9 aout 1991)[46]
- S.O.S. ! mer en danger ! (histoire KZ 1590 publiée le 9 aout 1991)[46]
- Zaza et Minima (histoire KZ 3590 publiée le 16 aout 1991)[55]

Publications pour Les Rangers du Risque:
- Clic, Clac merci, tac ! (histoire KZ 0190 publiée le 26 juillet 1991)[64]
- Fromages en otages (histoire KZ 0290 publiée le 26 juillet 1991)[64]

Publications pour Super Baloo:
- Opération récupération (histoire KX 0690 publiée le 2 aout 1991)[45]
- Bienvenue Chez Louie (histoire KZ 1090 publiée le 2 aout 1991)[45]
- Les gang des Racketteur (histoire KZ 2890 publiée le 23 aout 1991)[56]
- Pirate d'un jour (histoire KZ 1490b publiée le 23 aout 1991)[56]

#### Dans le Disney Club Vacances
Publications pour Tic et Tac, les rangers du risque:
- La première aventure (histoire KC0190 publiée le 21 aout 91)[65]
- Les Rangers contre-attaquent (histoire KC0190 publiée le 21 aout 91)[65]